# Maxwell Motor
La Maxwell Motor Company è stato un marchio automobilistico statunitense attivo tra il 1904 e il 1925. La compagnia fu ceduta a Walter Chrysler, che più tardi fondò l'omonima Casa automobilistica

## Storia

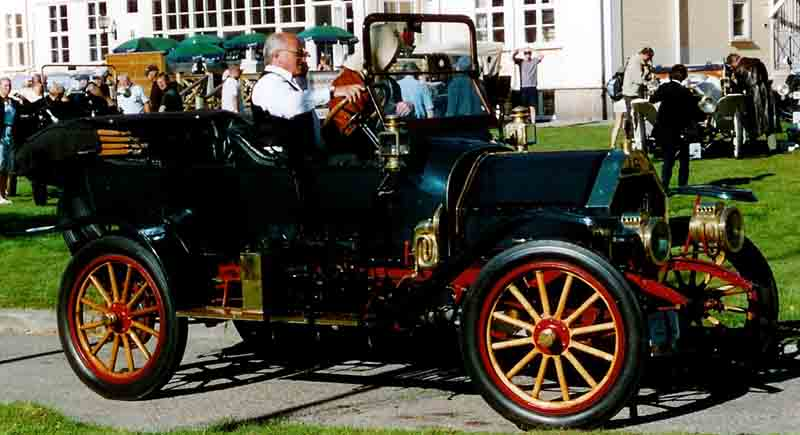
Una Maxwell Mascotte Touring del 1911

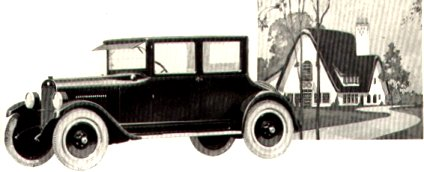
Una Maxwell raffigurata su una pubblicità nel 1922

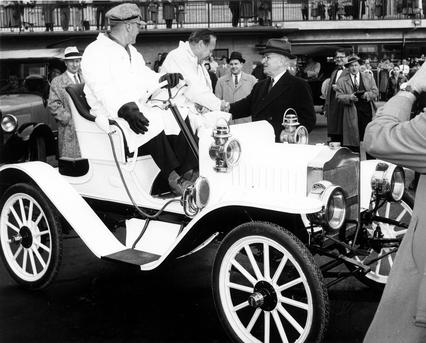
Jack Benny con Harry Truman su una Maxwell Roadster del 1908; Benny contribuì a rendere popolare il marchio Maxwell negli Stati Uniti.

Il marchio iniziò la sua attività con il nome Maxwell-Briscoe Company, ed aveva sede a Tarrytown, nello Stato di New York. La compagnia fu chiamata in questo modo dai nomi dei fondatori, Jonathan Dixon Maxwell, che prima di intraprendere l'avventura di imprenditore lavorava per la Oldsmobile, e Benjamin Briscoe, un pioniere dell'industria automobilistica. Quest'ultimo ricoprì anche la carica di presidente.
La Maxwell fu l'unica casa automobilistica redditizia del conglomerato industriale denominato United States Motor Company formatosi nel 1910. A causa del conflitto tra due suoi finanziatori la United States Motor Company fallì nel 1913. La Maxwell fu l'unica compagnia superstite del conglomerato.
Nel 1907, a seguito di un incendio che distrusse lo stabilimento di Tarrytown, la Maxwell edificò una nuova fabbrica a New Castle, nell'Indiana, che all'epoca della costruzione era il più grande centro produttivo di autovetture del mondo. Il nuovo stabilimento continuò la produzione anche dopo l'assorbimento della Maxwell da parte della Chrysler, fino alla demolizione nel 2004.
Nel 1913 la Maxwell, che era in attivo, fu presa in consegna da parte di Walter Flanders, che riorganizzò la compagnia come Maxwell Motor Company. L'azienda si spostò quindi a Detroit, nel Michigan, e molte Maxwell furono fabbricate a Dayton, nell'Ohio. A quel tempo, la Maxwell era considerata come una delle tre maggiori costruttrici di automobili negli Stati Uniti insieme alla Buick ed alla Ford. Fino al 1914 la Maxwell vendette 60.000 esemplari.
La Casa reagì al crescente numero di modelli a basso prezzo - incluse la Ford Model N da 700 dollari, la Brush Runabout da 485 dollari, la Black da 375 dollari, la Western Gale Model A da 500 dollari, la Oldsmobile Runabout da 650 dollari, la Success da 250 dollari, che con l'introduzione del “Modello 25”, forniva il modello più economico. Quest'ultima, a 695 dollari, veniva offerta a cinque posti con magnete ad alta tensione per l'accensione, il clacson elettrico, oltre a, come optional, l'impianto d'avviamento elettrico. Aveva in dotazione anche luci dei fanali elettriche ed innovativi ammortizzatori.
Nonostante questi successi iniziali, la crisi arrivò in breve tempo. La Maxwell si indebitò, e la sua produzione realizzata dopo la prima guerra mondiale rimase invenduta durante la recessione degli anni venti. Nel 1924, Walter Chrysler prese il controllo della Maxwell, che fu reincorporata in Virginia Occidentale con Chrysler come presidente e fusa con la Chalmers Motor Car Company, anch'essa economicamente sofferente. Quest'ultima cessò la produzione nel 1923.
Nel 1925, Walter Chrysler fondò una propria compagnia, la Chrysler, ed il marchio Maxwell fu assorbito nella nuova compagnia. La tecnologia della Maxwell sopravvisse ancora, dato che il nuovo motore da 4 cilindri della Chrysler introdotto nel 1926, si basava sugli ultimi propulsori Maxwell. Queste ultime Maxwell ebbero un seguito nel 1928, quando una seconda rielaborazione e ridenominazione avrebbe portato alla creazione della prima Plymouth.